# Derwentia derwentiana
Derwentia derwentiana là một loài thực vật có hoa trong họ Mã đề. Loài này được (Andrews) B.G.Briggs & Ehrend. mô tả khoa học đầu tiên năm 1992.